# S/2006 S 20
S/2006 S 20 — естественный спутник Сатурна. Его открытие было объявлено Скоттом Шеппардом, Брэттом Глэдманом, Эдвардом Эштоном, Дэвидом Джуиттом и Дженом Клина 23 мая 2023 года из наблюдений, проведённых в период с 5 января 2006 года по 9 июля 2021 года.
Диаметр S/2006 S 20 — около 5 км, большая полуось — 13 193 800 км, период обращения — 567,27 земных суток, обращается вокруг Сатурна с прямым направлением под наклоном 173,1° к плоскости эклиптики, эксцентриситет орбиты — 0,206.